# Impatiens oxyanthera
Impatiens oxyanthera är en balsaminväxtart som beskrevs av Joseph Dalton Hooker. Impatiens oxyanthera ingår i släktet balsaminer, och familjen balsaminväxter. Inga underarter finns listade i Catalogue of Life.